# Archives nationales du Mali
Pour les articles homonymes, voir Archives nationales (homonymie).
Les Archives nationales du Mali (ANM), créées par les décrets nos 959 et 960 du 1er juillet 1913 de la Fondation Charter du Haut Sénégal Niger, sont gérées par la Direction nationale des Archives du Mali (DNAM) érigée en Département central créé par la loi no 02-51 du 28 mars 2002.

## Histoire
Les Archives du Mali deviennent un département en 1960, et un département central le 28 mars 2002. Le nouveau bâtiment des archives depuis 2002 était encore presque vide en 2006.
En décembre 2018, l'ANM réceptionne un disque dur contenant 150 000 images des manuscrits de Djenné. L'ambassade de la Grande Bretagne et la British Library ont contribué au transfert de ces manuscrits vers l'ANM pour assurer leur conservation.

## Organisation
Le fonds des Archives nationales du Mali est scindé en deux, à savoir un fonds clos d'archives coloniales de 1800 à 1960 situé dans un bâtiment à Koulouba (Palais présidentiel) et un fonds ouvert pour les archives de 1960 à nos jours dans un bâtiment sis à l'ACI 2000 à Hamdalaye.
L"ANM participe à la journée internationale des archives.

## Missions de la DNAM
La DNAM a pour mission d'élaborer les éléments de la politique nationale en matière d'Archives et d'assurer la coordination et le contrôle de sa mise en œuvre. D'autres types de mission lui ont été assignées tant sur le plan administratif, culturel, historique, politique et scientifique.